# Wohnhausgruppe Kohlhöfen 42–43
Die Wohnhausgruppe Kohlhöfen 42–43 (ehemals Nr. 25/26) in Diepholz stammt wohl aus dem 19. Jahrhundert. Aktuell (2023) wird sie durch Wohnhäuser genutzt.
Die Gebäude stehen unter Denkmalschutz (siehe auch Liste der Baudenkmale in Diepholz).

## Beschreibung
Die zwei eingeschossigen Wohnhäuser, wohl aus dem 19. Jahrhundert, in Ziegelmauerwerk bestehen aus
- Nr. 42: giebelständiges verklinkertes langes Gebäude mit Satteldach und Korbbogen über dem mittigen torartigen Eingang und
- Nr. 43: traufständiges geputztes Gebäude mit Satteldach sowie farblich abgehobenen Gesimsen über den Öffnungen sowie umlaufendes Geschossgesims und torartigem Eingang mit Segmentbogen.

Das Landesdenkmalamt befand: „… geschichtliche Bedeutung … mit wohl ehemaligen Toreinfahrten und dezenter Fassadengestaltung …“